# Ногликский район
Но́гликский район — административно-территориальная единица (район), в границах которой вместо упразднённого одноимённого муниципального района образовано муниципальное образование Ногликский городской округ в Сахалинской области России.
Административный центр — посёлок городского типа Ноглики.

## Географическое положение
Ногликский район относится к районам Крайнего Севера.
Расположен вдоль северо-восточного побережья Сахалина, на Северо-Сахалинской центральной равнине и прибрежных низменностях на востоке, отделенными от равнины относительно невысокими (до 600 метров) хребтами, состоящими из останцовых гор.

## История
Был образован 10 февраля 1930 года на первом туземном съезде Советов как Восточно-Сахалинский район (Восточно-Сахалинский туземный район). С 1 февраля 1963 года — Ногликский промышленный район. С 12 января 1965 — Ногликский район.
Городской округ образован 1 января 2005 года. До 2012 года основным наименованием городского округа являлось Ногликский район. После 2012 года утверждено наименование Ногликский городской округ.

## Население
| 1970    | 1979    | 1989    | 2002    | 2009    | 2010    | 2011    |
| ------- | ------- | ------- | ------- | ------- | ------- | ------- |
| 9524    | ↗12 891 | ↗16 786 | ↘13 576 | ↘13 257 | ↘12 124 | ↘12 110 |
| 2012    | 2013    | 2014    | 2015    | 2016    | 2017    | 2018    |
| ↘12 014 | ↘11 840 | ↘11 638 | ↘11 435 | ↘11 327 | ↗11 328 | ↘11 320 |
| 2019    | 2020    | 2021    | 2023    |         |         |         |
| ↗11 333 | ↗11 971 | ↗12 222 | ↘11 513 |         |         |         |

## Населённые пункты
В состав района (городского округа) входят 12 населённых пунктов:
| №  | Населённый пункт | Тип населённого пункта      | Население |
| -- | ---------------- | --------------------------- | --------- |
| 1  | Вал              | село                        | ↘676      |
| 2  | Венское          | село                        | ↗5        |
| 3  | Горячие Ключи    | село                        | ↗4        |
| 4  | Даги             | село                        | →0        |
| 5  | Катангли         | село                        | ↘39       |
| 6  | Комрво           | село                        | →0        |
| 7  | Морской Пильтун  | село                        | →0        |
| 8  | Ноглики          | пгт, административный центр | ↘10 518   |
| 9  | Ныш              | село                        | ↘432      |
| 10 | Ныш-2            | село                        | ↘0        |
| 11 | Чайво            | село                        | →0        |
| 12 | Эвай             | село                        | →0        |

Упразднённые населенные пункты:
В 1999 г. Набиль и Гаромай

## Охраняемые территории округа
Ногликский заказник, Дагинские термальные источники, Остров Лярво, Лунский залив, Остров Чаячий.